# Palmácia
Palmácia är en kommun i Brasilien.   Den ligger i delstaten Ceará, i den östra delen av landet, 1 600 km nordost om huvudstaden Brasília. Antalet invånare är 12 005.
Omgivningarna runt Palmácia är huvudsakligen savann. Runt Palmácia är det ganska tätbefolkat, med 62 invånare per kvadratkilometer.